# 企鵝鶯蛤
，是莺蛤目莺蛤科莺蛤属的一种。主要分布于印度尼西亚、中国大陆、台湾，常见于浅海岩礁区、潮下带较深的水域，以足丝附着于岩石、珊瑚礁或贝壳上。